# 静岡県立浜松湖東高等学校
静岡県立浜松湖東高等学校（しずおかけんりつ はままつことうこうとうがっこう）は、静岡県浜松市中央区大人見町にある県立高等学校。

## 設置学科
- 普通科

## 概要
浜松市内にある公立高校である。男子バレーボール部は過去に春高バレーでベスト4に進出した。また、テニス部も男女とも全国大会常連校であった時期がある。
サッカー部、バスケットボール部なども盛ん。特にサッカー部は近年でも2015年の静岡県高校新人サッカー大会でベスト4へ進出するなどの実績がある。
また、近年は陸上部、アーチェリー部が全国大会の出場校常連となっている。
同校出身者である河合克敏の漫画『帯をギュッとね!』の舞台である「浜名湖高校」のモデル。浜名湖高校の描写はほぼ湖東高校そのままである。
高校卒業後は殆どの生徒が上級学校へ進学し、就職する生徒は毎年数人である。
進学を見据えて2年次には文理選択が行われる。
特進クラスが各学年2クラスあり、1年は生徒への進路希望調査をもとにして決定し、2･3年はいずれも文系特進、理系特進の1クラスずつで成績優秀者を優先しつつ進路希望調査をもとに組織する。
校訓は「誠実･勤勉･礼節」である。

### 沿革
- 1950年 - 静岡県立引佐高等学校（現在の浜松湖北高）の北庄内分校として開校
- 1951年 - 本校の改称に伴い静岡県立引佐農業高等学校北庄内分校と改称、学校組合立移管、県立移管
- 1956年 - 静岡県立引佐農業高等学校庄内分校と改称
- 1963年 - 本校の改称に伴い静岡県立引佐高等学校庄内分校と改称
- 1967年 - 静岡県立浜松湖東高等学校として独立

## 交通
浜松駅バスターミナル1番のりばより「36ひとみヶ丘・山崎」行に乗車し、「湖東高校」バス停で下車（湖東高校経由のみ。ゆう・おおひとみ経由の場合は、「浜松西警察署前」バス停で下車）
平日の通学時に限り、浜松駅バスターミナル1のりばより、常盤町経由湖東高校行き（浜松学院大学～富塚間は通過、浜松北高・湖東高校以外のバス停は乗車専用）の運行がある。

## 著名な関係者
出身者
- 横澤剛治（競艇選手）
- 島津虎史（元ヴァンフォーレ甲府選手）
- 河合克敏（漫画家）
- 鶴田謙二（漫画家・イラストレーター）
- 登龍亭獅篭（落語家・漫画家）
- 森晶麿（小説家）
- 鈴木哲也（脚本家）
- 下田祐（ゲーム音楽作曲家）
- 浜名ランチ（お笑い芸人・ハルカラメンバー）
- 増本尚（俳優）
- 水谷果穂（女優）